# Кекушев, Лев Николаевич
Лев Никола́евич Ке́кушев (7 [19] февраля 1862, Вильна или Симбирская губерния — январь 1917, Москва) — русский архитектор и преподаватель. Первый по времени и один из крупнейших мастеров стиля модерн в Москве. Практиковал ранний, франко-бельгийский вариант модерна. Профессиональный почерк — высочайшее качество проработки интерьеров, подпись в виде статуи или барельефа льва в замке свода.

## Биография

### Происхождение. Начало карьеры
Родился в многодетной семье дворянина Николая Григорьевича Кекушева, с 1838 года состоявшего на военной службе в Павловском лейб-гвардии полку. В конце 1850-х — начале 1860-х годов Павловский полк дислоцировался в Царстве Польском; вероятно, там Николай Григорьевич и познакомился со своей будущей женой Констанцией, католичкой по вероисповеданию, дочерью помещика из рода Воеводских. В 1861 году Кекушев вышел в отставку в звании майора и в 1863 году поступил на гражданскую службу в инженерный корпус, расквартированный в Вильно. Впоследствии в связи со службой старшего Кекушева семья несколько раз переезжала — в Санкт-Петербург (1863), Псков (1864), Новгород (1865), — пока во второй половине 1860-х годов окончательно не осела в Вильно.
По предположению исследователей жизни Кекушева, основанному на архивных источниках, Лев Николаевич родился на территории Царства Польского, по-видимому в Вильно. Однако сам архитектор в документах и автобиографиях по каким-то причинам убавлял себе один год (1863) и указывал местом рождения Симбирскую губернию.
Окончив в 1883 году Виленское реальное училище, в том же году поступил в Институт гражданских инженеров (ИГИ) в Санкт-Петербурге. Учился на одном курсе с Виктором Величкиным, Илларионом Ивановым-Шицем и Николаем Марковым, которые также стали известными архитекторами, тогда как большинство выпускников ИГИ выполняли впоследствии разнообразные инженерные работы. Уже во время обучения Кекушев проявил способности к живописи, в его самостоятельных студенческих работах отмечали «изящно-художественный вид». Выполнив дипломный проект на тему «Скотобойня в Петербурге», в мае 1888 года Лев Кекушев окончил ИГИ со званием гражданского инженера, правом на чин X класса и Серебряной медалью «за успехи в архитектуре». Ещё до окончания института в феврале 1888 года он поступил на государственную службу в Техническо-строительный комитет Министерства внутренних дел, однако уже в ноябре того же года вышел в отставку. С февраля по декабрь 1889 года Кекушев состоял помощником В. Г. Воеводского на постройке городской центральной скотобойни на Забалканском проспекте. По предположению биографа Кекушева Марии Нащокиной, Воеводский был близким родственником начинающего гражданского инженера по материнской линии, возможно — родным дядей. Вероятно, инженер В. Г. Воеводский, также окончивший ИГИ, повлиял на выбор Кекушевым учебного заведения и тему его дипломного проекта. Работая у Воеводского Кекушев самостоятельно спроектировал несколько сооружений комплекса центральных скотобоен, что дало ему необходимый практический опыт. В феврале 1890 года он был вновь причислен к Техническо-строительному комитету, и снова ненадолго — в июне 1890 года вышел в отставку с государственной службы и перебрался в Москву.

### В Москве
Причины переезда Кекушева в Москву точно неизвестны. Вероятно, это решение было связано со сложностью получения начинающим гражданским инженером крупных заказов в столице — конкуренция среди петербургских зодчих была очень высока, к тому же многие из них, будучи выпускниками Императорской Академии художеств, имели звание архитектора-художника, что ставило их в Табели о рангах выше выпускников Института гражданских инженеров и давало преимущества в получении выгодных заказов. Большинство московских зодчих были выпускниками местной архитектурной школы — Училища живописи, ваяния и зодчества — и так же стояли по рангу ниже выпускников Академии. Неоднородность архитектурного облика древней столицы, формировавшегося на протяжении многих веков, давала зодчим большую свободу художественного самовыражения. Всё это создавало благоприятный климат для творческой реализации начинающего архитектора.

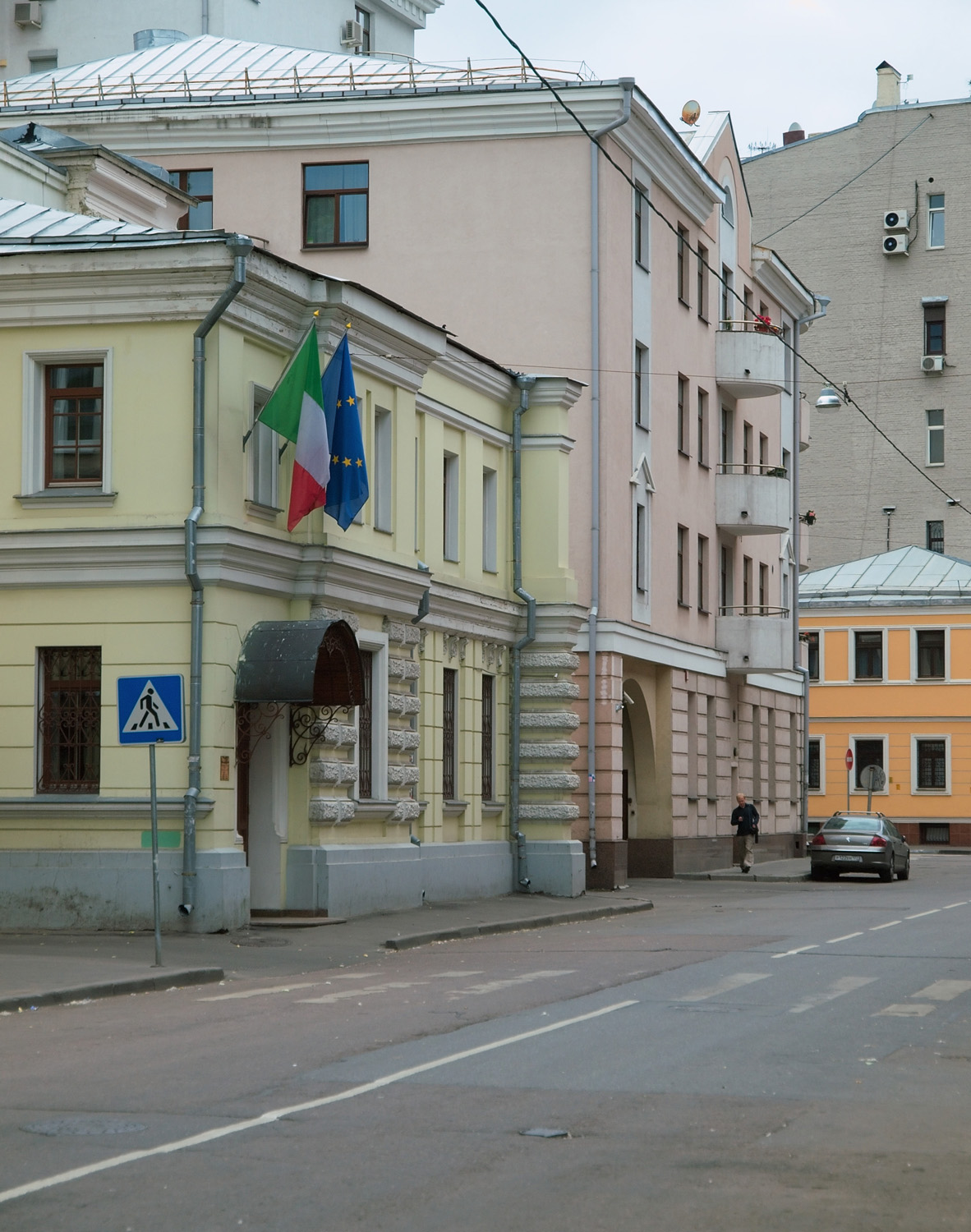
Особняк А. И. Обуховой (слева) — вероятно, первая самостоятельная постройка зодчего в Москве

Сразу по приезде в Москву Кекушев устроился помощником видного московского архитектора Семёна Семёновича Эйбушица на строительстве Центральных бань и доходного дома Хлудовых в Театральном проезде. Кекушев провёл на этой стройке почти четыре года — с 1890-го по 1893-й — и стал за это время мастером многих прикладных технологий — ковки, гальванопластики, травления металлов и стекла. По свидетельству Г. В. Барановского, помимо работы у Эйбушица Лев Николаевич занимался в это время художественной отделкой интерьеров и промышленным дизайном. Эта сторона деятельности зодчего мало изучена, однако, по мнению М. В. Нащокиной, именно выполнение работ по отделке интерьеров богатых особняков сыграло большую роль в росте известности Кекушева в среде московского купечества, выходцы из которого стали его первыми заказчиками.
Первой самостоятельной работой Кекушева в Москве стал, вероятно, небольшой особняк А. И. Обуховой в Малом Козловском переулке, построенный в 1891 году. Уже в этой постройке заметны некоторые характерные черты творческого почерка зодчего.
В 1893 году основал собственную архитектурную фирму и с этого времени начал работать самостоятельно. В 1893—1898 годах состоял московским участковым архитектором. В августе 1898 года уволен со службы согласно поданному прошению.
Помимо архитектурной практики, Лев Николаевич Кекушев в 1898—1899 годах преподавал в Императорском Московском техническом училище, с этого же времени и вплоть до 1901 года вёл занятия в Строгановском училище. В 1901—1904 годах преподавал в Московском инженерном училище путей сообщения.
В 1890-е годы совместно с И. А. Ивановым-Шицем проектировал инфраструктуру Вологодско-Архангельской (Ярославской) железной дороги. Впоследствии, расширил здание Ярославского вокзала.

### Кекушевский модерн

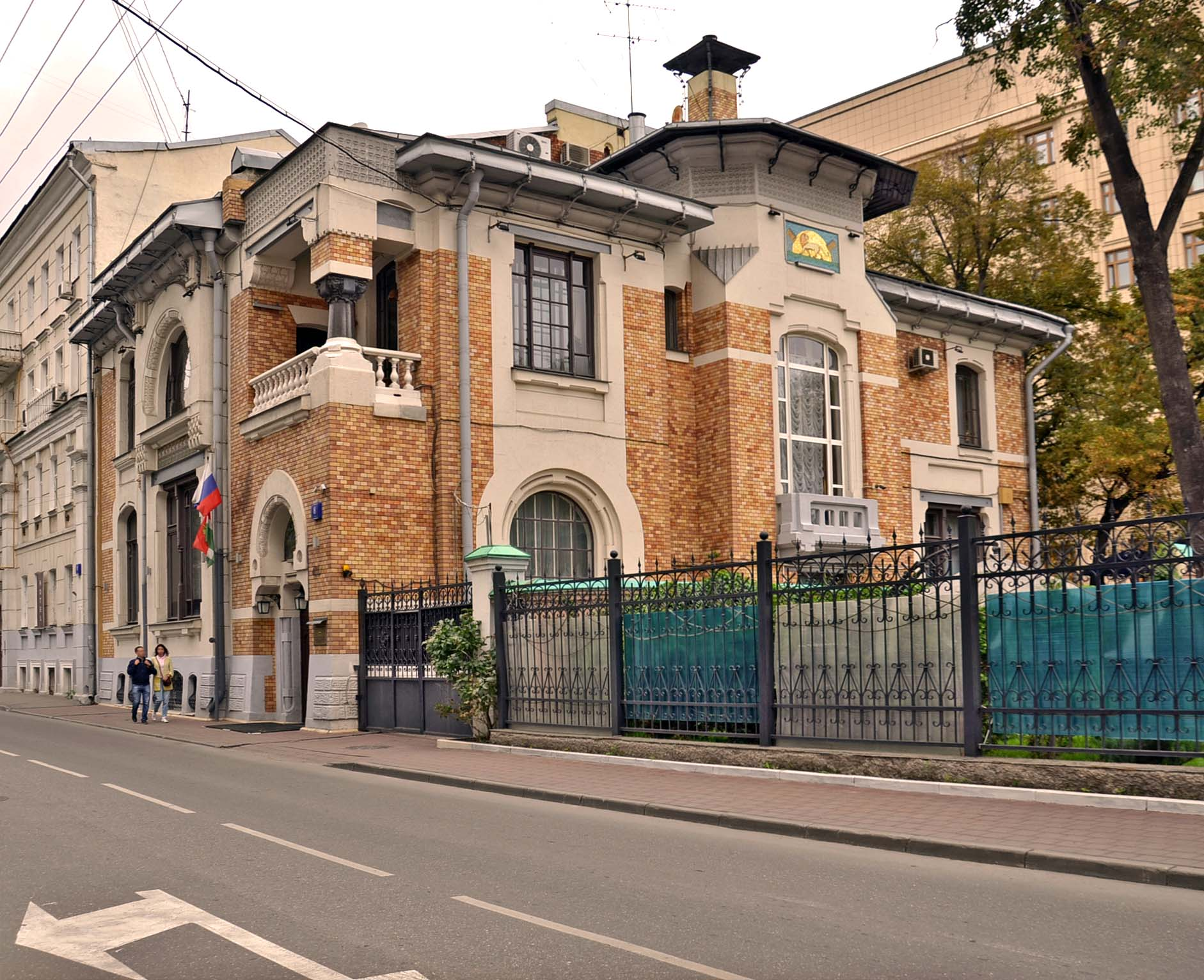
Особняк О. А. Листа — первая по времени постройка в стиле модерн в Москве

Первым по времени целостным произведением московского модерна и одним из первых сооружений в этом стиле в России считают построенный Кекушевым в 1898—1899 годах собственный особняк в Глазовском переулке. Уже в 1900 году зодчий продал дом О. А. Листу, по имени которого он и вошёл в историю архитектуры.
В отличие от более позднего модерна Ф. О. Шехтеля и В. Ф. Валькота, стиль Кекушева наиболее близок к раннему франко-бельгийскому модерну Виктора Орта. Новомодный стиль моментально приобретает поддержку видных московских застройщиков (Яков Рекк) и меценатов (Хлудовы, Морозовы). Известно, что особняк по Глазовскому переулку, дом 8, Кекушев строил для себя (1898—1899), но промышленник Г. И. Лист, восхищённый постройкой, предложил за него такую цену, что архитектор не смог отказаться.
В 1899 году Кекушев выигрывает конкурс на проект гостиницы «Метрополь», однако волей Саввы Мамонтова, организатора строительства, подряд достаётся Валькоту. После ареста Мамонтова новые владельцы нанимают Кекушева управлять строительством. «Ничто из прежней практики Валькота и близко не подходит к масштабам „Метрополя“. Участие Кекушева, вероятно, было главным фактором успеха этого проекта» (Брумфилд, гл. 3).

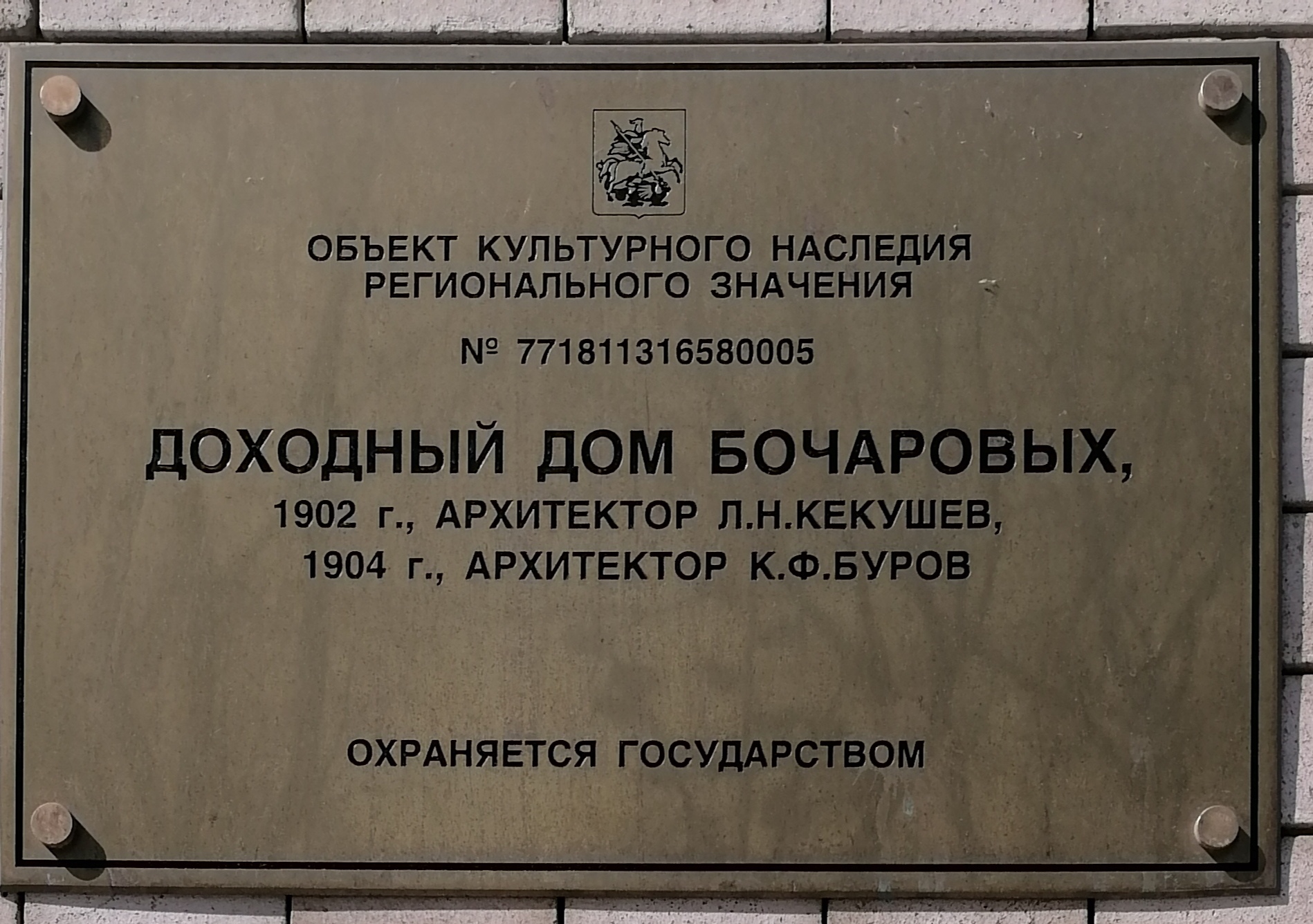
Доходный дом Бочаровых в Москве

Кекушев-предприниматель быстро сколотил состояние и строил собственные доходные дома в Хамовниках (Олсуфьевский переулок) и на Остоженке (после развода дома на Остоженке достались его бывшей жене, А. И. Кекушевой). С 1899 года Кекушев возглавлял архитектурную контору Московского торгово-строительного акционерного общества, по заказам которого возвёл ряд особняков и доходных домов в Москве и Тамбове.

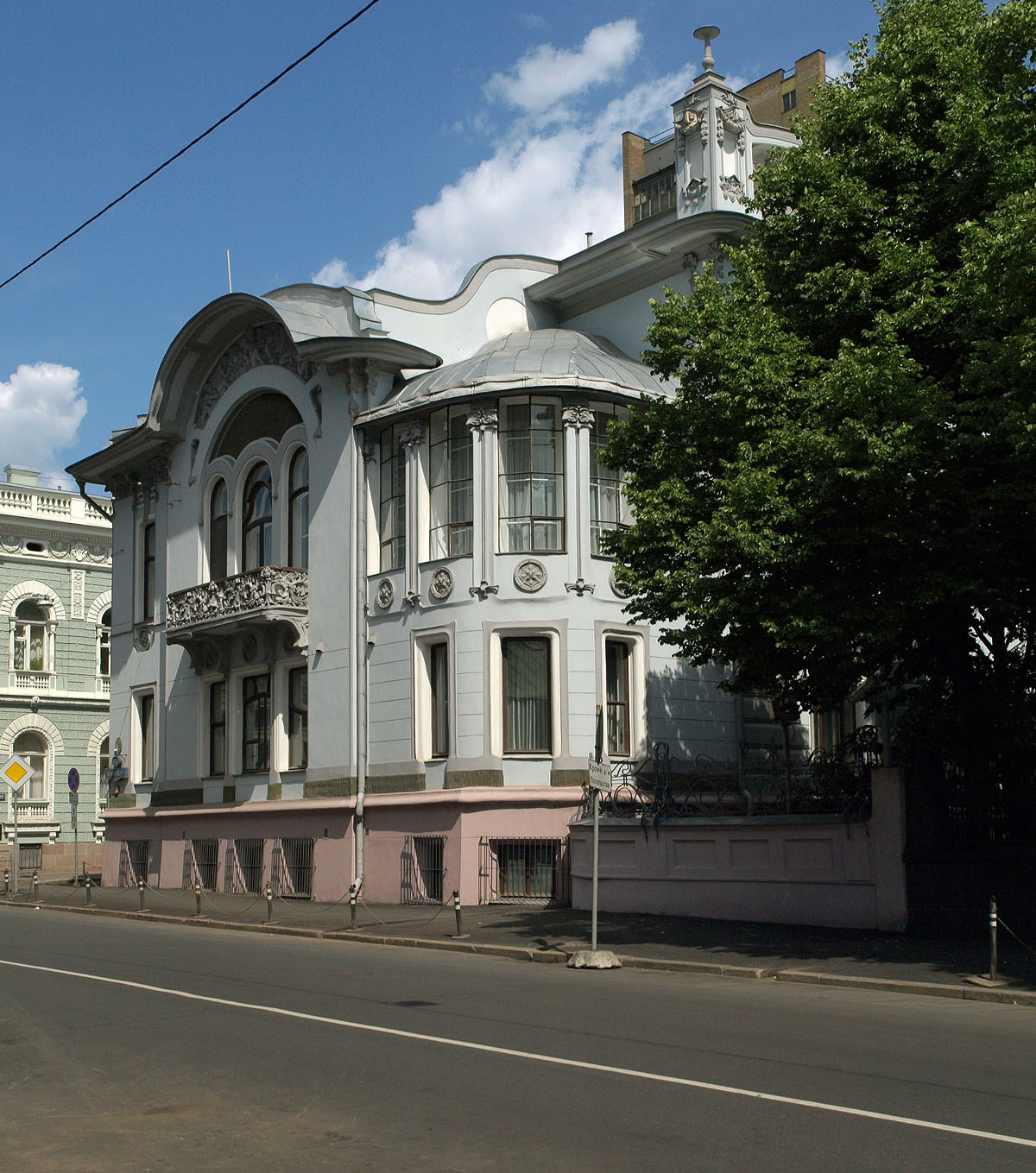
Дом И. А. Миндовского, Поварская, 44, посольство Новой Зеландии

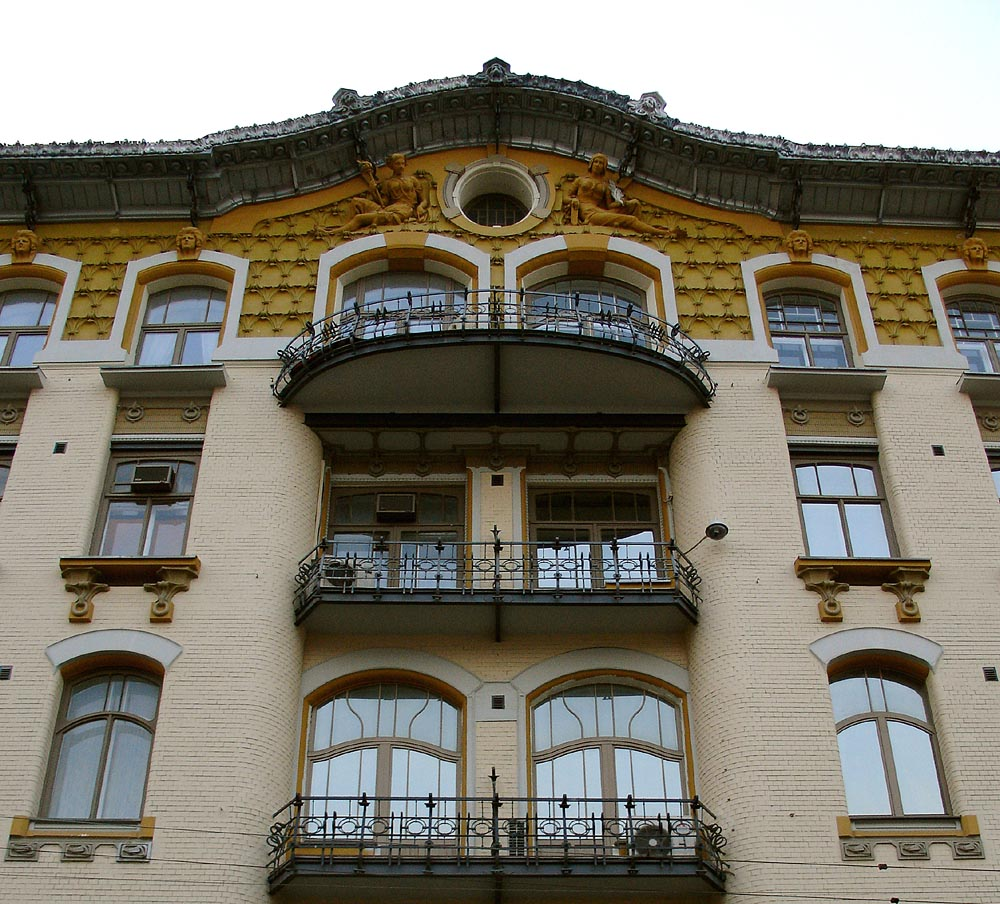
Доходный дом Исакова на Пречистенке, 1904—1906

Расцвет творчества Кекушева и московского модерна в целом пришёлся на 1900—1903 года. Он строит такие разные здания, как Иверские торговые ряды на Никольской, особняк Носова на Электрозаводской, здание железнодорожного вокзала в «Царицыно» и особняк И. А. Миндовского на Поварской (входивший в состав элитного квартала, спроектированного по заказу компании Якова Рекка).
Эти постройки отличает исключительная проработка интерьеров и декоративных металлических деталей. Длительное время помощником Кекушева работал архитектор С. С. Шуцман.

### Отход от дел и смерть
После революции 1905 года общественное мнение отвернулось от роскоши раннего модерна в сторону неоклассики и сдержанного «северного модерна». Кекушев оказался не способным изменить свой стиль, или не пожелал сделать это. Его крупнейший проект — ресторан «Эльдорадо» (1907) — был построен другим архитектором со значительными отступлениями от кекушевских чертежей. В 1910-е творчество Кекушева быстро угасает; исключая больницу при Преображенской старообрядческой общине (ныне Противотуберкулёзный диспансер № 8) в Преображенском (1912), его постройки 1910-х годов невыразительны.
Сведения о последних годах жизни Льва Кекушева обрывочны и противоречивы. Рубежом, после которого имя Кекушева перестало упоминаться в профессиональной печати, стал 1912 год; этим же временем датированы последние выполненные зодчим проекты. Согласно воспоминаниям сына архитектора, Николая, на момент его поступления в 1912 году в кадетский корпус отца уже не было в живых. Однако существует немало документов и свидетельств, противоречащих этому утверждению. Так, например, имя Л. Н. Кекушева упоминается вплоть до 1917 года в адресной и справочной книге «Вся Москва», информацию в которую нужно было подавать ежегодно, причём адреса жительства архитектора и местонахождения его бюро меняются — это может свидетельствовать о том, что данные обновлял сам Кекушев, к тому времени уже живший с женой раздельно.
Мария Нащокина в первом издании монографии «Архитекторы московского модерна», вышедшей в 1998 году, предположила, что причиной устранения Кекушева от активной деятельности стало психическое заболевание, о чём не принято было сообщать в печати. Эта информация подтвердилась в 2006 году, когда была обнаружена автобиография дочери архитектора, Екатерины, собственноручно составленная ею в 1935 году при поступлении на работу:

Отец — Лев Николаевич Кекушев, известный московский архитектор, построивший около 60 различных зданий и сооружений, в 1913 году в связи с заболеванием был помещён в психиатрическую клинику, где в начале января 1917 года на 55-м году умер. Похоронен в Москве.
Поиск в архивах документов о дате смерти архитектора и месте его погребения до настоящего времени не принёс результатов. Кроме скупых и противоречивых свидетельств сына и дочери Кекушева, другие упоминания о последних годах жизни зодчего отсутствуют. По воспоминаниям родственников, это связано с тем, что жена архитектора, Анна Ионовна, начиная с 1910-х годов фактически вычеркнула мужа из жизни семьи и установила табу на любые разговоры о нём.

## Семья
Жена (с 1897 по 1906 год) — Анна Ионовна Кекушева(1878—?), урождённая Болотова
- Сын — Николай Львович Кекушев (1898—1978), стал известным авиатором. Награждён орденом Красного Знамени за боевые действия в Средней Азии в 1924 году. Бортмеханик полярной авиации в 1930-e годы, член экипажа П. Г. Головина, первым (на самолёте) пролетевший над Северным полюсом 5 мая 1937 года в ходе подготовки к высадке полярной экспедиции Ивана Папанина. В годы Великой Отечественной войны совершил 59 полётов на невооружённом Ли-2 в осаждённый Ленинград, вывозя блокадников на большую землю, служил в ВВС Северного флота. В 1948 году арестован, сидел в джезказганских лагерях, выжил. Написал книгу воспоминаний («Звериада». — М., 1991.), однако она практически не касается обстоятельств жизни и смерти Л. Н. Кекушева.
- Дочь — Татьяна Львовна Кекушева (1900—1945)[26] в замужестве Сахарова.
  - Внук — Андрей Николаевич Сахаров.
- Дочь — Екатерина Львовна Кекушева[29] (1901–1959). Работала машинисткой в Наркомвнуторге, затем окончила Одесский институт гражданского и коммунального строительства, архитектор. Один из её проектов (совместно с архитектором Сергеем Васильевичем Сергиевским (1902–1986) — корпус больницы МГБ в Москве (1-й Пехотный переулок, д. 9/27 строение 1). Была замужем за скульптором Борисом Яковлевым, во втором замужестве за актёром Сергеем Сергеевичем Топлениновым. По легенде в доме Топлениновых Булгаков написал «Собачье сердце», а Екатерина Львовна была одним из прообразов Маргариты[26].

## Собственная архитектурная мастерская
Кекушев организовал собственную архитектурную мастерскую-бюро в конце 1890-х годов. Документов о работе мастерской не сохранилось, однако известны имена архитекторов, выполнявших по заданиям зодчего технические чертежи, наблюдавших за строительством, разрабатывавших декоративное убранство фасадов и интерьеров.
Постоянными помощниками Кекушева на протяжении долгих лет работали братья Шуцманы — Михаил, Сергей и Николай. Чаще всего в проектной документации Кекушева упоминается имя младшего из братьев — Сергея. Он участвовал в проектировании особняков Саарбекова и Коробкова, доходных домов Грязнова и Франка, наблюдал за строительством Никольских торговых рядов. В 1898—1900 годах помощниками зодчего были Николай Шевяков и Владимир Воейков, которые стали соавторами конкурсного проекта гостиницы «Метрополь», удостоенного 1-й премии. С началом строительства гостиницы оба архитектора работали вместе с Кекушевым над рабочими чертежами; Шевяков, кроме этого, состоял с 1900 года производителем работ. Вероятно, помощниками зодчего были также С. А. Власьев и Н. Д. Поликарпов; эпизодически выполняли некоторые чертежи и производили работы по заданиям Кекушева К. Ф. Буров и В. С. Масленников.
Через школу Кекушева прошли Александр Кузнецов и Иван Фомин — видные русские зодчие, крупные мастера советской архитектуры, в конце 1890-х — начале 1900-х годов работавшие в архитектурном бюро зодчего. Отношения между Кекушевым и Фоминым, видимо, не сложились, свидетельством чему может служить отсутствие Кекушева, на тот момент одного из самых видных московских зодчих, среди экспонентов Московской выставки архитектуры и художественной промышленности 1902 года, главным организатором которой был Фомин; этот факт с удивлением был отмечен публикой и архитектурной критикой. В 1904 году Фомин в одной из статей охарактеризовал своего недавнего работодателя как архитектора «безбожно испортившего» пристройками здание Императорского технического училища. Александр Кузнецов, поступивший в мастерскую зодчего в 1899 году после окончания Берлинского политехникума, уже в 1900 году начал самостоятельную архитектурную практику, однако некоторое время продолжал подрабатывать у Кекушева, а затем у Шехтеля.
В то же время у Кекушева работал Василий Кузнецов, брат Ивана Кузнецова; именно он выполнил и подал на утверждение проект собственного особняка Кекушева на Остоженке (дом № 21). Этот дом, представляющий собой средневековый замок в миниатюре, Кекушев строил в 1903 году для себя, супруги Анны и троих маленьких детей (однако последовал развод). Дом считается «прототипом» особняка булгаковской Маргариты.

## Проекты и постройки
Кекушев — автор около 100 архитектурных проектов. Пять построенных им зданий стали объектами культурного наследия.
- 1887 — дипломный проект комплекса скотобоен, Санкт-Петербург (не осуществлён)[сн 2]
- до 1888 — участие в постройке казарм на Юго-Западной железной дороге, участок Цветково—Шпола[8]
- 1888 — участие в постройке городской центральной скотобойни (расширение боен, устройство скотозагонных дворов, канализации, колодцев, водонапорных башен и водохранилищ) под руководством В. Г. Воеводского, Санкт-Петербург, Московский проспект, 67 (не сохранились)[39]
- 1888 — проект перестроек во владении И. А. Сытенко, Москва, Мамоновский переулок, 7[40]
- 1889—1893 — участие в строительстве Центральных бань под руководством С. С. Эйбушица, Театральный проезд, 3
- 1890—1893 — особняк А. И. Обуховой, Малый Козловский переулок, 4 (осуществлён со значительными отклонениями от проекта, позднее частично перестроен)
- 1890—1892 — намогильная часовня Прохоровой в Ново-Алексеевском монастыре (не сохранилась)
- 1890—1892 — намогильная часовня Хлудовых в Покровском монастыре (не сохранилась)
- 1890—1892 — перестройка барского дома, постройка школы, служб и церковной ограды в имении А. А. Боборыкина Богородицкие Рябинки, Орловская губерния (не сохранились)
- 1892 — конюшня во владении Общества акклиматизации (в Московском Зоологическом саду), Большая Грузинская улица, 2 (не сохранилась)
- 1892—1893 — каменный павильон для копытных животных (в Московском Зоологическом саду), Волков переулок, 12
- 1892—1893 — доходный дом Григорие-Богословской церкви и хозяйственная постройка при нём, Большая Дмитровка, 30
- 1893—1898 — особняк и доходный дом А. А. Пантелеева, Олсуфьевский переулок, 2
- 1894 — павильон станции Сергиево Московско-Ярославской железной дороги (не сохранился)
- 1894—1895 — перестройки и ремонт дома В. И. Фирсановой, Мясницкая улица, 8 (не сохранился)
- 1894—1895 — больница имени П. Д. Хлудовой (предположительно, строительство по проекту Кекушева осуществлял архитектор Э. Б. Ходжаев[41]), Кисловодск (не сохранилась)
- 1894—1896 — перестройка особняка Т. И. Коробкова (при участии Н. С. Шуцмана), Пятницкая улица, 33Доходный дом наследниц Хлудовых, 1899 год

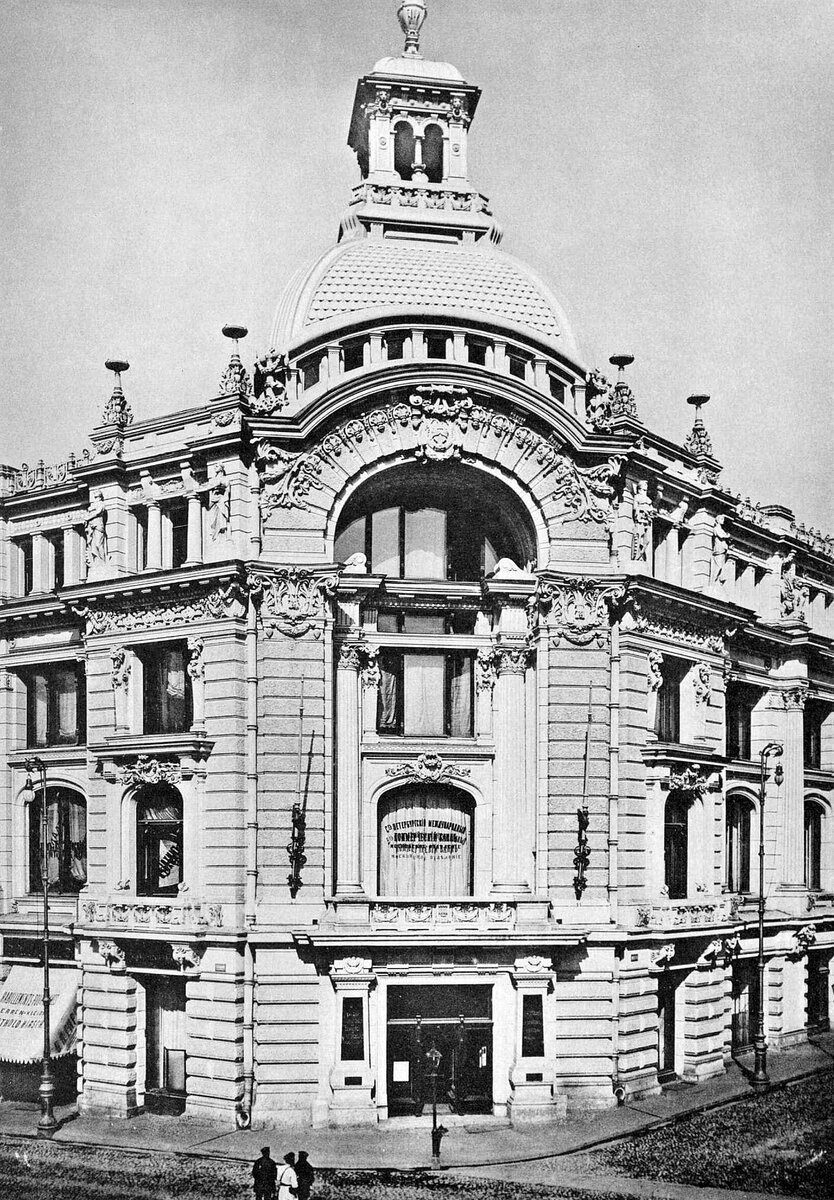
Доходный дом наследниц Хлудовых, 1899 год

- 1894—1896 — Доходный дом наследниц Хлудовых, Театральный проезд, 3/1 — Рождественка, 1/3 (капитально перестроен в 1934 и 2001 годах[42])
- 1894—1896 — перестройки во владении Хлудовых, улица Ленивка, 4
- до 1895 — отделка дома Х. Д. Спиридонова, Мясницкая улица, 13 (?)
- 1895—1896 — станция Мытищи Московско-Ярославской железной дороги
- 1895—1896 — восточное крыло и новый перрон Ярославского вокзала, Комсомольская площадь, 5 (правое крыло существующего здания; перрон встроен в существующий зал ожидания)
- 1895—1896 — водоподъёмное здание в комплексе Ярославского вокзала, Комсомольская площадь, 5
- 1895—1897 — комплекс железнодорожных, технических сооружений и жилых построек Вологодско-Архангельской железной дороги, совместно с И. А. Ивановым-Шицем (сохранился частично)
- 1895—1899 — Богадельня имени И. Н. Геера с храмом Святого Иосифа Обручника (при участии И. А. Иванова-Шица), Верхняя Красносельская улица, 15  памятник архитектуры (региональный)[43]
- 1896 — проект павильона Крайнего Севера для Всероссийской художественной и промышленной выставки (не осуществлён)
- 1896 — строительство павильона Крайнего Севера на Всероссийской художественной и промышленной выставке по эскизам К. А. Коровина, Нижний Новгород, Канавино (не сохранился)
- 1896 — оформление части Тверской улицы (от Дома генерал-губернатора до Кремля), Воскресенской площади и здания Городской думы к празднествам по случаю коронации императора Николая II (не сохранилось)
- 1896 — павильон-галерея (временная станция) для приёма гостей в период коронационных торжеств на Брестском вокзале (не сохранился)
- 1896 — проект особняка М. С. Кузнецова на Мясницкой улице (не осуществлён)
- 1896 — проект особняка М. С. Кузнецова на Пятницкой улице (не осуществлён)
- 1886 — дача В. А. Хлудова, Сочи (не сохранилась)[44]
- 1896—1897 — доходный дом князя В. С. Оболенского-Нелединского (Е. П. Кудрявцевой), Варсонофьевский переулок, 6
- 1896—1897 — службы церкви Николая Чудотворца Дербентского, Уланский переулок, 11
- 1896—1901 — перестройка особняка и другие работы в усадьбе С. И. Мамонтова, Садовая-Спасская улица, 6, стр. 1 (перестроен)
- 1897 — усыпальница Кузнецовых на Рогожском кладбище (не сохранилась)
- 1897 — перестройка особняка Т. С. Любатович со службами, Долгоруковская улица, 36 (не сохранился)
- 1897 — загородный дом Г. П. Воронина, вблизи станции Степаново Московско-Нижегородской железной дороги (не сохранился)
- 1897 — доходный дом Я. А. Бабушкина, улица Покровка, 29  памятник архитектуры (вновь выявленный объект)
- 1897 — дача К. Г. Востряковой, Кислозаводск (не сохранилась)
- 1897 — проект доходного дома Раевской на Спиридоновке (не осуществлён)
- 1897—1898 — постройки во владении Дома призрения бедных, основанного Г. И. Хлудовым, Сыромятнический проезд, 6
- 1897—1898 — загородный дом С. П. Фёдорова в усадьбе Воробьёво, Калужская область
- 1897—1900 — загородный дом М. С. Грачёва в усадьбе Грачёвка (при участии Г. А. Кайзера), Зеленоградская улица, 13
- 1897—1901 — дома в имении И. И. Некрасова Райки, Московская губерния[45]
- 1898 — проект убежища в память Святого Коронования их Величеств (не осуществлён)
- 1898 — конкурсный проект фасадов гостиницы «Метрополь» (совместно с В. В. Воейковым, Н. Л. Шевяковым, С. С. Шуцманом; 1-я премия)
- 1898 — устройство четырёх иллюминаторов и пристройка чёрной лестницы во владении Н. А. Лукутина, Тверская улица, 18
- 1898—1899 — Химическая лаборатория Императорского Московского Технического училища, Вторая Бауманская улица, 10
- 1898—1899 — надстройка здания ИМТУ (бывшего Слободского дворца), Вторая Бауманская улица, 5
- 1898—1899 — особняк Л. Н. Кекушева (О. А. Листа, Н. К. Кусевицкой), Глазовский переулок, 8  памятник архитектуры (федеральный)[43]
- 1898—1899 — станция «Одинцово» Московско-Брестской железной дороги
- 1899 — проект здания Цветковской галереи (особняка И. Е. Цветкова) на Пречистенской набережной (не осуществлён)
- 1899 — проект особняка Северного домостроительного общества (Санкт-Петербургского Общества Страхований) на Тверском бульваре (не осуществлён)
- 1899 — перестройка особняка И. И. Некрасова, Гоголевский бульвар, 4
- 1899 — перестройка конюшен А. А. Портман, Нарышкинская аллея (не сохранились)
- 1890-е — собственная дача в Серебряном Бору (не сохранилась)

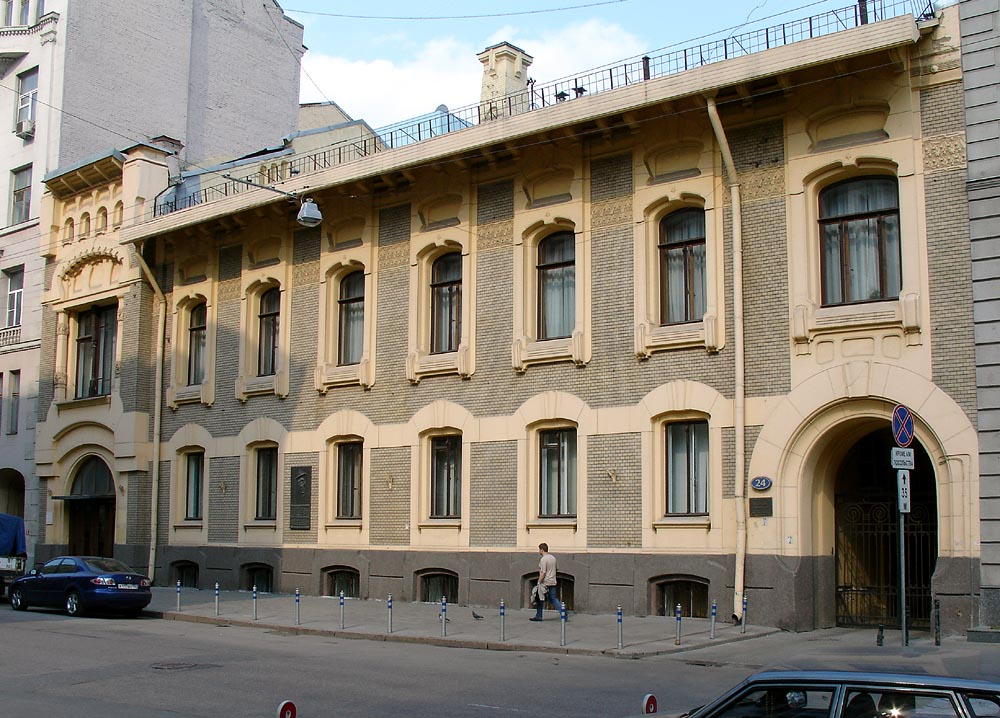
Особняк М. С. Саарбекова на Поварской улице

- 1899—1900 — особняк М. С. Саарбекова (при участии С. С. Шуцмана), Поварская улица, 24  памятник архитектуры (региональный)[43]
- 1899—1900 — Никольские (Иверские) торговые ряды (при участии С. С. Шуцмана), Никольская улица, 5
- 1899—1901 — гостиница «Метрополь» (проектирование и общее руководство строительством до пожара 1901 года; при участии В. В. Воейкова, Н. Л. Шевякова, С. С. Шуцмана; идея оформления фасада — В. Ф. Валькот), Театральный проезд, 2
- 1900 — доходный дом М. Л. Шоршорова, Тамбов, улица Карла Маркса, 144/10
- 1900 — отделка интерьеров здания Московской Городской думы, площадь Революции, 2/3
- 1900—1901 — конкурсный проект фасада Витебского вокзала в Санкт-Петербурге, IV премия (не осуществлён)
- 1900—1902 — церковь при фабрике А. Баранова, с. Карабаново (не сохранилась; восстановлена в 1990—200 годах с сохранением прежней композиции)

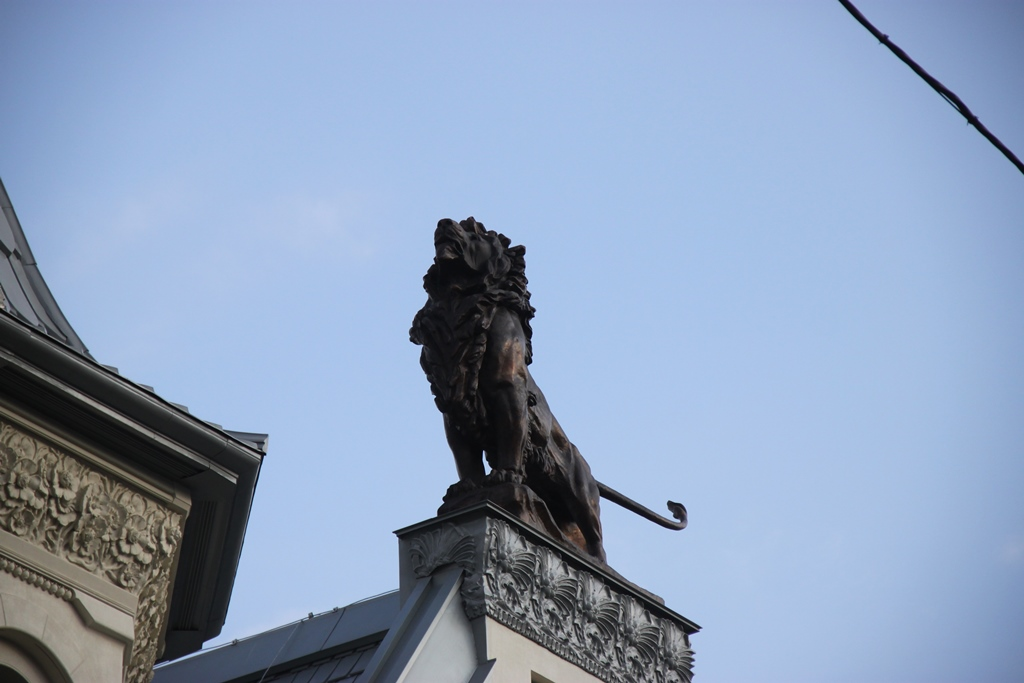
Фронтон собственного дома на Остоженке увенчан трёхметровой статуей льва

- 1900—1903 — особняк А. И. Кекушевой (при участии В. С. Кузнецова), Остоженка, 21. Продан после развода с Л. Н. Кекушевым в 1908 году.
- 1901 — конкурсный проект доходного дома наследников Папудовой (совместно с Н. С. и С. С. Шуцманами) в Одессе, II премия (не осуществлён)
- 1901 — конкурсный проект Суворовского музея в Санкт-Петербурге, III премия (не осуществлён)
- 1901 — доходный дом В. И. Грязнова (при участии С. С. Шуцмана), Остоженка, 17
- 1901—1902, 1907 — перестройка, изменение фасада и отделка особняка В. И. Лыжина, Остоженка, 24
- 1902 — конкурсный проект доходного дома С. И. Лямина на Тверской улице, III премия (не осуществлён)
- 1902 — конкурсный проект женской гимназии М. Н. Гарелина в Иваново-Вознесенске (совместно с Н. С. и С. С. Шуцманами), III премия (не осуществлён)
- 1902 — конкурсный проект женской Мариинской гимназии в Одессе. III премия (не осуществлён)
- 1902 — доходный дом, Колпачный переулок, 4, стр. 1
- 1902 — проект доходного дома А. Ф. Франк (при участии С. С. Шуцмана) в Уланском переулке (не осуществлён)
- 1902 — общежитие ИМТУ, Вторая Бауманская улица, 14
- 1902 — перестройка, оформление фасада и интерьеров ресторана С. П. Тарарыкина «Прага», Арбат, 2/1
- 1902 (?) — дача А. В. Лекарева (строительство осуществлял Э. Б. Ходжаев), Кисловодск. проспект Мира[46]
- 1902—1903 — корпус хирургической лечебницы С. М. Рудневв, Серебряный переулок, 4, левое здание
- 1902—1903 — перестройка домов на территории ювелирной фабрики О. Ф. Курлюкова с конторой и магазином, Колпачный переулок, 4, стр. 3
- 1902—1903 — доходный дом А. И. Кекушевой, Остоженка, 19
- 1902—1905 — доходный дом М. А. Франка (совместно с С. С. Шуцманом), Большой Кисельный переулок, 11
- 1902, 1904 — доходный дом А. Ф. и Н. Ф. Бочаровых, Гоголевский бульвар, 21[47][48]
- 1903 — особняк В. Д. Носова с каретным сараем и подпорной белокаменной стеной, Электрозаводская улица, 12
- 1903 — конюшня, прачечная и другие хозяйственные постройки в имении коннозаводчика Н. П. Малютина, Санкт-Петербургское шоссе (не сохранились)
- 1903 — доходный дом К. В. Исаева (К. Т. Толоконникова) (при участии К. Ф. Бурова)[31], Пятницкая улица, 42, корп. 2

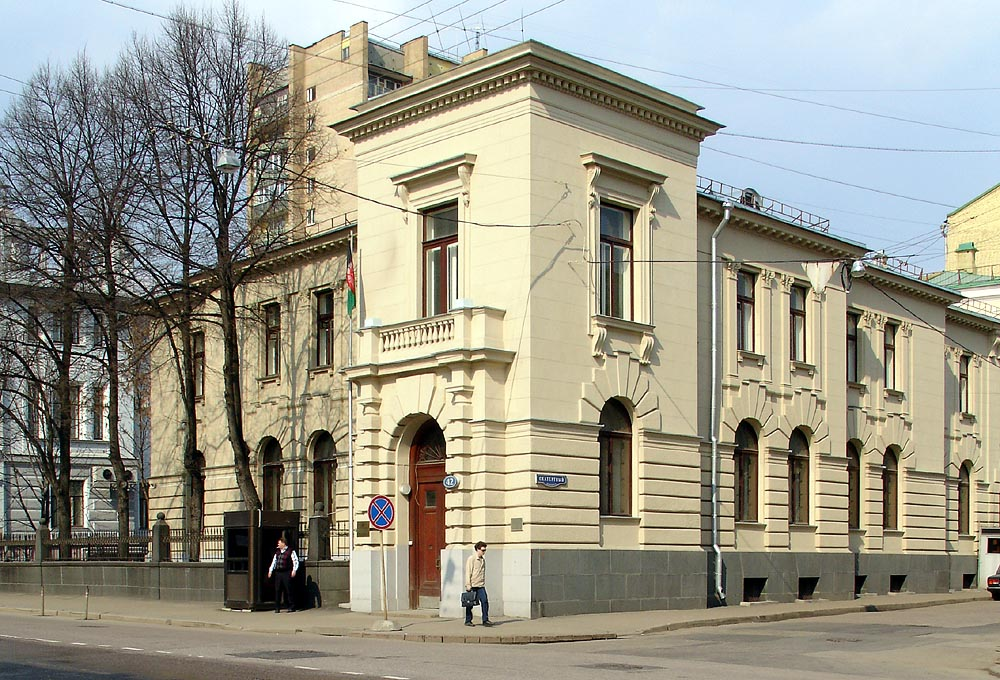
Особняк М. Г. Понизовского, Поварская, 42

- 1903—1904 — особняк И. А. Миндовского (Московского торгово-строительного акционерного общества) с флигелем и конюшней, Поварская улица, 44  памятник архитектуры (федеральный)[43]
- 1903—1904 — особняк М. Г. Понизовского (Московского торгово-строительного акционерного общества), Поварская улица, 42 (перестроен)  памятник архитектуры (региональный)[43]
- 1904 — дом Дамского попечительства о бедных Ведомства учреждений императрицы Марии (совместно с Н. С. Шуцманом), Малый Козихинский переулок, 4 (предположительно; первоначальный проект выполнен К. Ф. Буровым)[31]
- 1904—1906 — доходный дом И. П. Исакова (Московского торгово-строительного акционерного общества), Пречистенка, 28  памятник архитектуры (федеральный)[43]
- 1905 — лечебница докторов Кавалерова и Урбановича, Рязань, улица Полонского, 13
- 1905 — дача В. А. Лыжина, Ивантеевка (не сохранилась)
- 1906 (?) — городская усадьба В. В. Аносова, Тамбов, Советская улица, 66
- 1906—1907 — особняк М. В. Асеева (при участии Л. М. Кугушева), Тамбов, Набережная улица, 21
- 1907 — конкурсный проект нового здания ресторана «Яр» (не осуществлён)
- 1907, 1908—1910 — ресторан И. А. Скалкина «Эльдорадо», Красноармейская улица, 1 (возведён при участии Н. Д. Поликарпова по изменённому проекту)  памятник архитектуры (региональный)[43]
- 1907—1909 — перестройка особняка С. И. Щукина для размещения коллекции современной французской живописи, Большой Знаменский переулок, 8
- 1908 — перестройка и отделка интерьеров особняка И. А. Морозова (включая отделку зала для панно М. Дени), Пречистенка, 21
- 1909 — проект старообрядческой церкви в Гавриковом переулке (не осуществлён)
- 1909 — пристройка к особняку А. А. Пантелеева, Олсуфьевский переулок, 2

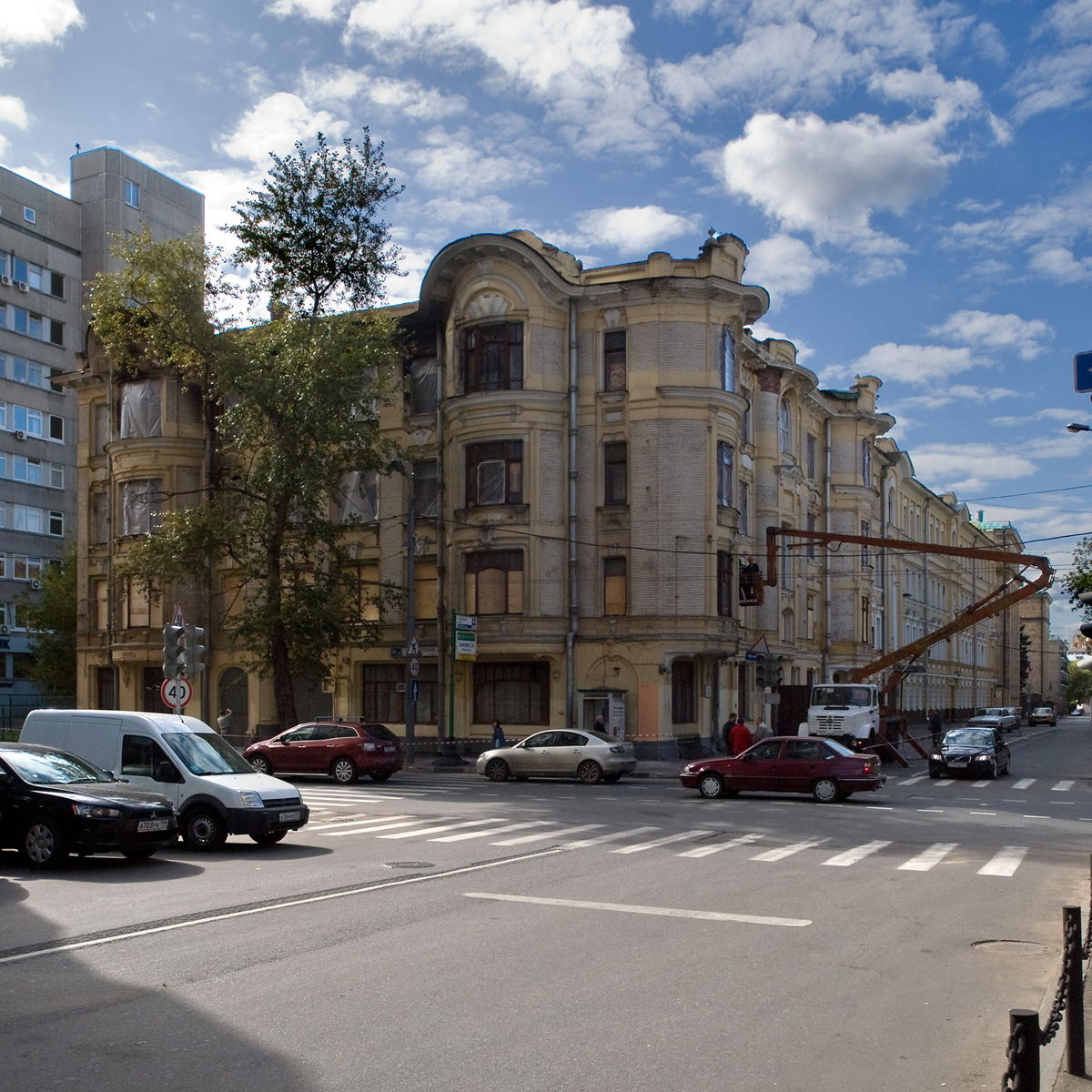
Доходный дом В. Е. Быкова, 2-я Брестская улица, 19/18, стр. 1

- 1909—1910 — Доходный дом купца В. Е. Быкова, 2-я Брестская улица, 19/18, стр. 1
- 1909, 1911—1912 — дворовые постройки и изменения в торговом доме В. Д. Носова, Большой Черкасский переулок, 11
- 1900-е — деревянная дача и флигель А. И. Ермакова, Мамонтовка (Пушкино), Октябрьская улица, 23
- 1900-е — конторское здание («дом для служащих»), конюшня, каретный сарай, жилая казарма для рабочих, фабричная плотина при Тонкосуконной фабрике В. А. Лыжина, Ивантеевка
- 1900-е — усадебный дом в имении М. К. Морозовой «Турлики», Обнинск
- 1910 — надстройка и изменение фасада доходного дома В. Е. Быкова (Е. Е. Кокорина), 2-я Брестская улица, 19/18, стр. 4
- 1910 — оформление магазина в доме наследников П. М. и Н. С. Третьяковых, Никольская улица (не сохранился)
- 1910—1911 — перестройки во владении С. П. Тарарыкина, Арбат, 5, во дворе (не сохранилось)
- 1910—1913 — убежище престарелых сестёр милосердия Красного Креста, Сергиев Посад, улица Митькина, 37  памятник архитектуры (федеральный)
- 1911 — часовня-сень Н. Ф. Кёльха на Введенском кладбище
- 1912—1913 (?) — Дача М. Г. Понизовского «Понизовка», Симеиз
- 1912—1914 — больница и склад при Преображенской старообрядческой общине Преображенский Вал, 19  памятник архитектуры (вновь выявленный объект)[43]

## Комментарии
1. ↑  Первым зданием стиля модерн принято считать дачу великого князя Бориса Владимировича, построенную архитекторами Шернборном и Скоттом в 1897 году в Царском Селе. См.: Кириков Б. М. Архитектура петербургского модерна. Особняки и доходные дома. — 3-е изд.. — СПб.: Коло, 2008. — С. 51. — 576 с. — ISBN 5-901841-41-1.
2. ↑  Здесь и далее проекты и постройки даны по М. В. Нащокиной[38], с необходимыми дополнениями и уточнениями. Работы в Москве приведены по умолчанию, иногородние — с указанием места постройки